# Народная республиканская греческая лига
Народная республиканская греческая лига (греч. Εθνικός Δημοκρατικός Ελληνικός Σύνδεσμος — сокращенно ЭДЕС (греч. ΕΔΕΣ)) — самое крупное из некоммунистических Движений Сопротивления в Греции во время немецкой-итало-болгарской оккупации в период Второй Мировой войны. Во время войны ЭДЕС вступила в конфронтацию с коммунистическим ЭАМ — Национально-освободительным фронтом Греции.

## Идеология

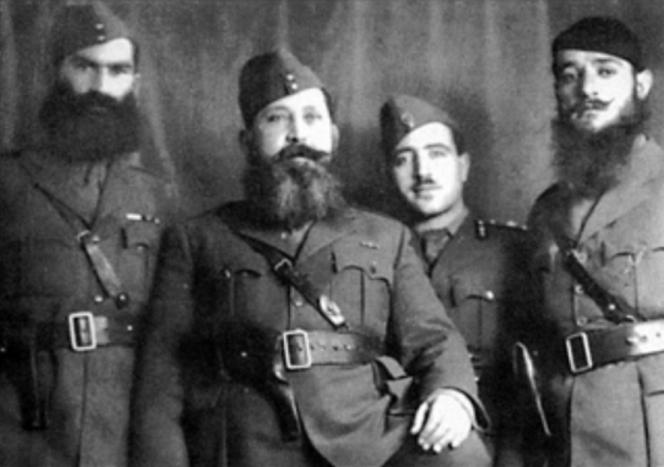
Наполеонас Зервас с соратниками

Народная республиканская греческая лига была основана 9 сентября 1941 года бывшим офицером греческой армии Наполеоном Зервасом, венизелистом , изгнанным из армии после неудавшегося государственного переворота 1935 года, и двумя его товарищами, Леонидасом Спаисом и Илиасом Стаматопулосом. Она была республиканской антикоммунистической организацией и выступала против возвращения монархии.
Номинальным политическим главой организации был Николаос Пластирас, находившийся в то время во Франции. Друг и помощник Пластираса Комнинос Пиромаглу решил, что ЭДЕС будет бороться против оккупантов и против возвращения из изгнания короля Георга II. Вскоре он прибыл в Афины, где был создан исполнительный комитет в составе 5 членов (Комнин Пиромаглу был представителем секретаря Николаоса Пластираса). Организация выступала за ирредентизм, утверждая, что Греции следует разрешить аннексировать части Албании и Болгарии после войны.
Организации удалось установить связь с британским штабом в Каире с целью получения оружия и поддержки Великобритании. Однако британцы поддерживали короля Георга, и ЭДЕС в 1942 году переходит на промонархическую позицию.

## Начало вооружённого сопротивления
Как и большинство подобных групп, ЭДЕС изначально ограничивалась Афинами. Национально-освободительный фронт Греции создал Народно-освободительную армию Греции (ЭЛАС), и ЭДЕС пыталась идти на контакт с коммунистами и социалистами, но переговоры не имели успеха из-за требования социалистов и коммунистов о слиянии EAM и EDES и недоверия к британцам и другим западным союзникам. Главной областью действий ЭДЕС становится историческая область Эпир.
Однако вскоре ЭДЕС и ЭЛАС начали действовать совместно с SOE (организация Соединённого Королевства, которая специализировалась на шпионаже и саботаже). Так, совместными усилиями они взорвали железнодорожный мост Горгопотамоса. Операция была успешной и подняла популярность сопротивления, но и создала новые споры между ЭЛАС и ЭДЕС (Великобритания высоко оценила помощь Зерваса и недооценила коммунистов). 

## Борьба с ЭЛАС. Сотрудничество с оккупантами и коллаборационистами
ЭЛАС обвинила ЭДЕС в сотрудничестве с коллаборационистами и захватчиками. Скорее всего, это было сделано для того, чтобы иметь основания для войны с организацией, которая не нравилась социалистам и в частности коммунистам своей прозападной и промонархической ориентацией. Ещё одной возможной причиной для конфликта было то, что один из лидеров ЭДЕС Стилианос Гонатос поддерживал охранные батальоны греческих коллаборационистов и призвал молодых офицеров вступать в них.
В октябре 1943 года ЭЛАС начала атаку на ЭДЕС. Эти нападения спровоцировали гражданскую войну, которая продлилась до февраля 1944 года. В связи с агрессией социалистических и коммунистических сил некоторые силы ЭДЕС пошли на перемирие с Германией и её союзниками и договорились о совместных действиях против ЭЛАС. 29 июня 1944 года партизаны ЭДЕС освобождили Парамифию и Паргу, 30 июня — Менину, 11 августа — Маргарити, 14 сентября — Лефкаду, 22 сентября — Игуменицу. После окончательного освобождения страны, когда в декабре 1944 года ЭЛАС в Афинах пыталась свергнуть правительство, другие её подразделения разгромили ЭДЕС в Эпире.
В период гражданской войны многие активисты ЭДЕС участвовали в антикоммунистических и антисоциалистических вооружённых формированиях типа MAY. На организационной основе ЭДЕС Наполеон Зервас создал Национальную партию Греции.